# Edwin M. Stanton
Edwin McMasters Stanton (Steubenville, Ohio, 19 de diciembre de 1814 - Washington D. C., 24 de diciembre de 1869) fue un abogado y político estadounidense. Sirvió como fiscal general entre 1860 y 1861 y Secretario de Guerra de los Estados Unidos durante la mayor parte de la guerra civil estadounidense y los primeros años de la reconstrucción.